# Grammodes netta
Grammodes netta är en fjärilsart som beskrevs av Holland 1879. Grammodes netta ingår i släktet Grammodes och familjen nattflyn. Inga underarter finns listade i Catalogue of Life.